# The Inner Circle (film 1946)
The Inner Circle è un film del 1946, diretto da Philip Ford, con Adele Mara.